# Katrin Kunert
Katrin Kunert (* 6. April 1964 in Wolmirstedt, DDR als Katrin Neubert) ist eine deutsche Politikerin (Die Linke), die von 2005 bis 2017 Mitglied des Deutschen Bundestages war.

## Leben und Beruf
Nach dem Besuch der Polytechnischen Oberschule (POS) Arendsee machte Katrin Kunert zunächst ab 1980 eine Ausbildung zur Rinderzüchterin beim VEG Bretsch-Priemern und absolvierte anschließend ab 1982 ein Studium an der Agraringenieurschule in Stadtroda, das sie 1985 als Agraringenieur (FH) für Tierproduktion beendete. Danach war sie bis 1986 als Ortsbrigadier bei der LPG (T) Arendsee tätig. Von 1986 bis 1990 war Katrin Kunert in Osterburg Leiterin der Kreiskommission von Jugendtourist, dem Reisebüro der FDJ.
Von 1991 bis 1992 absolvierte Katrin Kunert eine Umschulung zur Floristin und war bis 1997 in diesem Beruf in Osterburg tätig. 1998 wechselte sie als Mitarbeiterin in das Wahlkreisbüro der Landtagsabgeordneten Helga Paschke.
Die konfessionslose Katrin Kunert ist verheiratet und hat einen Sohn.

## Partei
1982 wurde sie Mitglied der SED. 1990 war sie stellvertretende PDS-Kreisvorsitzende in Osterburg.
Seit 1998 gehört Katrin Kunert dem PDS-Kreisvorstand Stendal und seit Juni 2003 auch dem PDS-Bundesvorstand an.

## Abgeordnete
Kunert zog 2005 über die Landesliste Sachsen-Anhalt in den Bundestag ein. Hier wurde sie kommunalpolitische Sprecherin der Linksfraktion.
Bei der Bundestagswahl 2009 am 27. September 2009 wurde sie als Direktkandidatin mit 33,4 % im Bundestagswahlkreis Altmark (Wahlkreis 67) in den Bundestag gewählt. Im 18. Bundestag war Kunert Ordentliches Mitglied im Verteidigungsausschuss und Obfrau ihrer Fraktion im Sportausschuss.